# Bandera de Italia
La bandera de Italia es una tricolor formada por tres franjas verticales e iguales con los colores verde, blanco y rojo.

## Historia

### El nacimiento de los colores nacionales en una escarapela

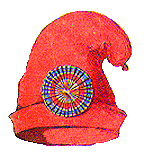
El gorro frigio con una escarapela francesa tricolor azul, blanca y roja, símbolo de la revolución.

La bandera italiana, como otras banderas nacionales, está inspirada en la francesa, introducida por la revolución en el otoño de 1790 en los buques de guerra de la Marina Nacional y símbolo de la renovación perpetrada por el jacobinismo original.
El 12 de julio de 1789, dos días antes del asalto a la Bastilla, el periodista revolucionario Camille Desmoulins, mientras arengaba a la multitud parisina a la revuelta, preguntó a los manifestantes qué color adoptar como símbolo de la Revolución francesa, y propuso el verde esperanza o el azul de la revolución estadounidense, símbolo de libertad y democracia, a lo que los manifestantes respondieron «¡Verde! ¡Verde! ¡Queremos escarapelas verdes!». Luego, Desmoulins tomó una hoja verde del suelo y se la puso en el sombrero como signo distintivo de los revolucionarios. El verde, en la primitiva escarapela francesa, fue abandonado después de solo un día en favor del azul y el rojo, debido a que también era el color del hermano del rey, el reaccionario conde de Artois, que se convirtió en monarca después de la Restauración con el nombre de Carlos X. La escarapela francesa se completó, luego de eventos posteriores, con la adición del blanco, color de los Borbones.
Poco después de los acontecimientos revolucionarios franceses, los ideales de innovación social comenzaron a difundirse en Italia —sobre la base de la defensa de la Declaración de los Derechos del Hombre y del Ciudadano de 1789— y de forma posterior también en la política, con los primeros indicios patrióticos orientados a la autodeterminación nacional. Por este motivo a bandera francesa azul, blanca y roja se convirtió en la primera referencia de los jacobinos italianos y más tarde en una fuente de inspiración para la creación de una bandera con identidad italiana.
Las primeras manifestaciones esporádicas a favor de los ideales de la Revolución francesa por parte de la población italiana tuvieron lugar en agosto de 1789 con la aparición, en especial en los Estados Pontificios, de improvisadas escarapelas formadas por simples hojas verdes de árboles, que fueron puestas en la ropa de los manifestantes, que recordaban protestas similares que tuvieron lugar en Francia en los albores de la revolución, poco antes de la adopción de la escarapela tricolor francesa.

La escarapela tricolor italiana.

De forma posterior, la población italiana comenzó a utilizar escarapelas de verdad hechas de tela, y al verde de las hojas de los árboles ya utilizados en el pasado se le añadieron blanco y rojo, para recordar con más fuerza los ideales revolucionarios representados por el tricolor francés. La primera mención documentada del uso de la escarapela tricolor italiana data del 21 de agosto de 1789. En los archivos históricos de la República de Génova se informa que testigos presenciales habían visto a algunos manifestantes deambulando por la ciudad con las escarapelas fijadas en sus ropas.
Los periódicos italianos de la época habían creado una confusión sobre los acontecimientos franceses, en particular sobre el reemplazo del verde por el azul, al informar la noticia de que el tricolor francés era verde, blanco y rojo. Cabe destacar que aún no se había producido una verdadera conciencia nacional, tanto así que durante un breve período muchos manifestantes italianos siguieron creyendo que la escarapela verde, blanca y roja representaba la tricolor francesa, aunque, de hecho, su objetivo era solo que manifestar adhesión a los ideales de la Revolución. El verde lo mantuvieron los jacobinos italianos porque representaba la naturaleza y, por tanto, de una forma metafórica, también los derechos naturales, es decir, la igualdad y la libertad.
El verde, blanco y rojo aplicado sobre una escarapela tricolor reapareció durante la fallida revuelta en Bolonia contra el Estado Pontificio del 13 al 14 de noviembre de 1794 liderada por Luigi Zamboni y Giovanni Battista De Rolandis. Esto, sin embargo, es cuestionado por algunos académicos, que apoyan la tesis de que las escarapelas de Zamboni y De Rolandis eran en realidad blancas y rojas —colores del escudo de Bolonia—, con inserciones verdes no deseadas, que se añadieron en forma de revestimiento.
Los historiadores son unánimes sobre el hecho de que la escarapela tricolor italiana apareció, después de los acontecimientos de Bolonia de 1796, en Milán. Estas escarapelas, con la forma circular típica, tenían rojo en el exterior, verde en una posición intermedia y blanco en el centro. Es así como los colores nacionales italianos debutaron en una escarapela.

### Los estandartes de Cherasco

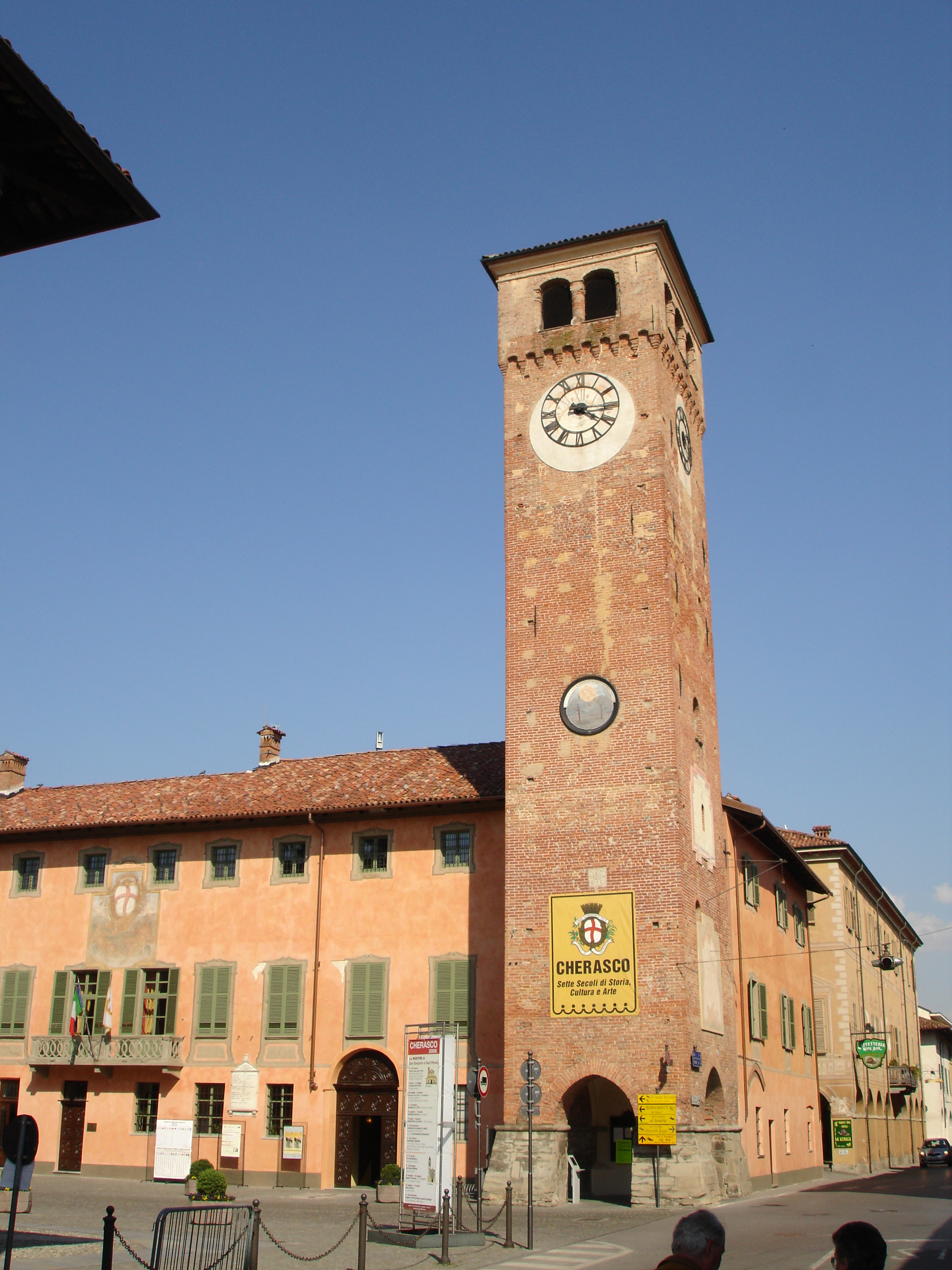
La torre del ayuntamiento de Cherasco.

La evidencia documentada más antigua que menciona la bandera tricolor italiana está vinculada a la primera presencia de Napoleón Bonaparte en la península itálica. Con el inicio de la primera campaña en Italia, los jacobinos de la península se levantaron en muchos lugares, y contribuyeron, junto con los soldados italianos enrolados en el ejército francés, a las victorias transalpinas.
Esto fue aceptado por los italianos a pesar de estar vinculado a las conveniencias de la Francia napoleónica, que tenía fuertes tendencias imperialistas, debido a que la nueva situación política era mejor que la anterior, y el vínculo de doble filo con Francia era mucho más aceptable que en siglos pasados con el absolutismo.
Durante la primera campaña en Italia, Napoleón Bonaparte, al mando del Ejército de Italia, conquistó los estados en los que estaba dividida la península itálica, y así, fundó nuevos organismos estatales republicanos que se inspiraron en los ideales revolucionarios franceses. Entre 1796 y 1799 nacieron la República piamontesa, la República Cispadana, la República Transpadana, la República Ligur, la República Romana, la República Anconitana y la República Partenopea.
El primer territorio conquistado por Napoleón fue el Piamonte. En el archivo histórico del municipio piamontés de Cherasco se conserva un documento que acredita, el 13 de mayo de 1796, con motivo del armisticio homónimo entre Napoléon y las tropas austro-piamontesas —con el que Víctor Manuel I de Cerdeña cedió Niza y Saboya a Francia para poner fin a la guerra—, la primera mención la tricolor italiana, en referencia a los estandartes municipales izados en tres torres del centro histórico.
En el documento, el término verde fue de forma posterior tachado y reemplazado por bleu («azul»), es decir, por el color que forma, junto con el blanco y el rojo, la bandera francesa.

### Bandera militar de la Legión Lombarda
De forma inicial la tricolor francesa fue alzada en muchas ciudades, y el nuevo conquistador no estaba, como en la antigüedad «celoso» de sus colores, sino que orgulloso de que se exhibieran, ya que eran símbolos de un ejército conquistador y de un pueblo victorioso. Los documentos, al menos hasta la entrada del ejército napoleónico italiano en Milán en octubre de 1796, se referían a la bandera francesa con el término «tricolor».

El 11 de octubre de 1796 Napoleón comunicó al Directorio el nacimiento de la Legión Lombarda, una unidad militar constituida por la Administración General de Lombardía, gobierno que encabezaba a la República Transpadana. En este documento, con referencia a su bandera de guerra, que se basó en la tricolor francesa y que fue propuesta a Napoleón por los patriotas milaneses, se informa que esta unidad tendría un estandarte rojo, blanco y verde.

El estandarte de los cazadores a caballo de la Legión Lombarda.

La Legión Lombarda fue, por tanto, la primera unidad militar italiana en equiparse, como estandarte, con un estandarte tricolor. Según algunas fuentes la elección hecha por los miembros de la Legión Lombarda de reemplazar el azul de la bandera francesa por el verde también está ligada al color de los uniformes de la milicia de la ciudad milanesa, cuyos miembros, desde 1782, vestían un uniforme de esa tonalidad o un uniforme verde con insignias rojas y blancas. Por esta razón, en el dialecto milanés, los miembros de esta guardia municipal fueron llamados remolazzit («pequeños rábanos»), en recuerdo de las exuberantes hojas verdes de esta hortaliza.
El blanco y el rojo también formaban parte del escudo de Milán, y eran, de igual forma, comunes en los uniformes militares lombardos de la época. Por tanto, no fue una coincidencia que el tricolor verde, blanco y rojo fuera elegido como signo por la Legión Lombarda.
El debut de la tricolor, vinculado a la primera aprobación oficial de la bandera italiana por parte de las autoridades, fue, por tanto, como estandarte militar de la Legión Lombarda y no todavía como bandera de un estado italiano. El 6 de noviembre de 1796, la primera cohorte de la Legión Lombarda recibió su estandarte tricolor durante una ceremonia solemne a las cinco de la tarde en la Piazza del Duomo de Milán. La bandera estaba dividida en tres bandas verticales, con las palabras «Legión Lombarda» y el número de cohorte, mientras que en el centro había una corona de roble que contenía un gorro frigio y una escuadra masónica con péndulo.
También se asignaron banderas del mismo estilo a las otras cinco cohortes establecidas. Los seis estandartes aún se conservan: cinco en el Museo de Historia Militar de Viena y uno en el Museo del Ejército de París. Con la sucesión de las victorias militares de Napoleón y el consiguiente nacimiento de repúblicas a favor de los ideales revolucionarios, en muchas ciudades italianas el rojo, el blanco y el verde se adoptaron en las banderas militares como símbolo de la innovación social y política.

### Bandera militar de la Legión Italiana
Del 16 al 18 de octubre de 1796, en Módena, se celebró un congreso que, con la participación activa de Bolonia, Ferrara, Módena y Reggio Emilia, decretó el nacimiento de la República Cispadana, con el abogado Antonio Aldini como presidente.
Entre las diversas medidas adoptadas, el congreso deliberó sobre la constitución de una Legión Italiana, luego rebautizada como Legión Cispadana, que participaría con Francia en una guerra contra los austríacos. El estandarte militar de esta unidad estaba compuesto por un tricolor rojo, blanco y verde, inspirado, de forma posible, en la decisión similar de la Legión Lombarda. Como ya se mencionó, no se trataba aún de una bandera nacional, sino que, otra vez, de una bandera de guerra.

### El estandarte cívico de la congregación de Bolonia
El 19 de junio de 1796 Bolonia fue ocupada por tropas napoleónicas. Poco después, se estableció una Guardia Cívica, que adoptó un uniforme idéntico al de la milicia de la ciudad milanesa, es decir, un uniforme verde con insignias rojas y blancas. El 18 de octubre de 1796, al mismo tiempo que la constitución de la Legión Italiana, la congregación pro napoleónica de magistrados y diputados de Bolonia, en el tercer punto de la discusión, decidió crear un estandarte cívico tricolor, esta vez separado del uso militar.
Tras la adopción por parte de la congregación boloñesa, el tricolor se convirtió en un símbolo político de la lucha por la independencia de Italia de las potencias extranjeras, apoyado en su uso también en el ámbito civil. Este estandarte boloñés, ligado a una realidad municipal y con un espíritu local, y sus precedentes estandartes militares de las legiones Lombarda e Italiana, fueron inspiración para la posterior adopción de la bandera tricolor por parte de un organismo estatal, la República Cispadana, que tuvo lugar el 7 de enero de 1797.

### Bandera de la República Cispadana

Bandera de la República Cispadana.

En Reggio Emilia, el 27 de diciembre de 1796, en una asamblea celebrada en una sala del ayuntamiento —más tarde rebautizada como Sala del Tricolore— 110 delegados presididos por Carlo Facci aprobaron la carta constitucional de la República Cispadana, que incluía los territorios de Bolonia, Ferrara, Módena y Reggio Emilia.
En reuniones posteriores se decretaron y formalizaron numerosas medidas, entre ellas la elección del emblema de la recién nacida república. La propuesta para la adopción de una bandera nacional verde, blanca y roja fue presentada por Giuseppe Compagnoni el 7 de enero de 1797, quien por esta razón es recordado como el padre del tricolore («padre de la tricolor»).
La decisión del congreso de adoptar una bandera tricolor verde, blanca y roja fue recibida por un ambiente jubiloso, por el entusiasmo de los delegados, y por una lluvia de aplausos. La histórica sesión del congreso no precisó las características de esta bandera, ni determinó la tonalidad y proporción de los colores, y ni siquiera especificó la ubicación de los colores.

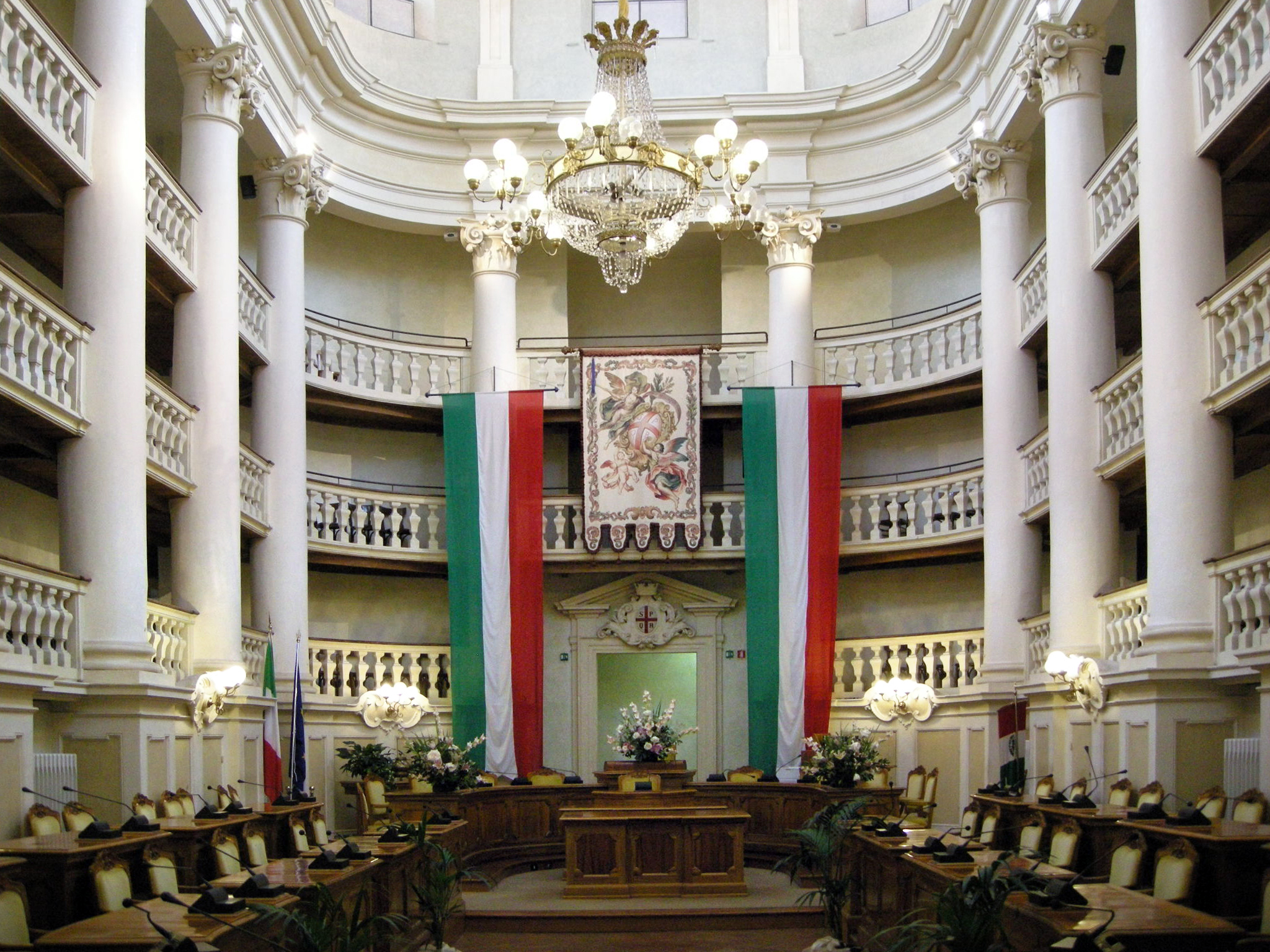
La Sala del Tricolore, en el ayuntamiento de Reggio Emilia, donde nació la bandera italiana.

Por primera vez, la bandera tricolor se convirtió de forma oficial en la bandera de un estado italiano soberano, liberándose del significado cívico y militar local. Con esta adopción, la bandera tricolor asumió, por tanto, un significado político importante.
El emblema que entonces fue utilizado por la República Cispadana se presentó dividido en bandas horizontales con rojo en la parte superior, con el emblema de la república en el centro y las letras «R» y «C» a los lados, es decir, las iniciales de las dos palabras que forman el nombre del organismo estatal.
La bandera italiana se expuso por primera vez al público en la ciudad de Módena el 12 de febrero de 1797. Para celebrar el evento se organizó una procesión por las calles de la ciudad, que pasó a la historia con el nombre de passeggiata patriottica («paseo patriótico»), con miembros de la Guardia Cívica y del Ejército que le rindieron solemne homenaje. A partir de esta fecha, la bandera tricolor se extendió más allá de las fronteras de Emilia, especialmente en Lombardía, y comenzó a ser exhibida cada vez con mayor frecuencia como estandarte militar, por los soldados napoleónicos que luchaban en Italia.
En Bérgamo, los civiles estaban obligados a llevar una escarapela tricolor en la ropa, una coerción que fue sancionada, el 13 de mayo de 1797, también en Módena y Reggio Emilia. Aún sin necesidad de obligaciones por parte de las autoridades, la escarapela se extendió cada vez más entre la población, que la lucía con orgullo. Esto, en conjunto con otros factores, sentó las bases de la unificación italiana.

### Bandera de la República Cisalpina

Bandera de la República Cisalpina.

Unos meses más tarde, el 29 de junio de 1797, con la unión de las repúblicas Cispadana y Transpadana, se formó la República Cisalpina, un organismo estatal pro napoleónico con capital en Milán.
En la celebración formal del nacimiento en la república recién formada, que tuvo lugar el 9 de julio en la ciudad milanesa, participaron 300 000 personas, aunque otras fuentes consideran un número mucho menor, con 25 000 asistentes, entre ciudadanos de a pie, soldados franceses y representantes de los principales municipios de la república. El evento, que tuvo lugar en el Lazareto de Milán, se caracterizó por un alboroto de banderas y escarapelas tricolores. En esta ocasión Napoleón, después de haberlos revisado, entregó de forma solemne a los departamentos militares de la recién nacida república sus estandartes tricolores.
Originalmente los colores de la bandera de la República Cisalpina estaban dispuestos en forma horizontal, con el verde en la parte superior, pero el 11 de mayo de 1798, el Gran Consejo del Estado recién nacido eligió, como bandera nacional, una tricolor con los colores dispuestos de forma vertical.
En este período nació el apego de la población a la bandera tricolor, que comenzó a entrar en el imaginario colectivo como símbolo del país entero. Esto fue notorio en el ejército, donde el estandarte militar tricolor se defendió a toda costa de la captura del enemigo. Fue significativo un episodio ocurrido el 16 de enero de 1801 durante la Segunda República Cisalpina, el oficial napoleónico Teodoro Lechi, en un enfrentamiento con los austríacos en Trento durante el cual se disputaba un puente sobre el río Adigio, antes de rendirse, decidió quemar las banderas tricolores de la unidad militar para evitar que cayeran en manos del enemigo.

### Bandera de la República Italiana y del Reino de Italia

Bandera de la República Italiana (1802-1805).

Bandera del Reino de Italia (1805-1814).

Con la transformación de la República Cisalpina en la República Italiana (1802-1805), organismo estatal que no incluía toda la península itálica y que también dependía de forma directa de la Francia napoleónica, la disposición de los colores de la bandera se transformó en una composición formada por un cuadrado verde insertado en un rombo blanco, a su vez incluido en un recuadro rojo. A su vez, esta bandera sirvió como inspiración para el estandarte presidencial italiano en uso de octubre de 2000.
El vicepresidente de la República Francesco Melzi d'Eril quiso eliminar el verde del estandarte pero, debido a la oposición de Napoleón y la «presión de las fuerzas morales democráticas masónicas», el color se mantuvo.
Con la transformación de la República Italiana en el Reino de Italia (1805-1814), también un organismo estatal que no incluía toda la península itálica, la bandera no sufrió cambios sustanciales. Mientras tanto, el impulso revolucionario napoleónico experimentó una evolución, al adquirir matices más reaccionarios, ya que, por ejemplo, se abolió el calendario republicano francés, que fue reemplazado por la restauración del antiguo calendario gregoriano, y muchos mitos de la Revolución francesa, como la toma de la Bastilla fueron llevados a un segundo plano.
Este viento de cambio también afectó el uso de banderas y escarapelas. El tricolor italiano fue reemplazado cada vez más por el francés, con el azul de la bandera francesa que tomó el lugar del verde de la bandera italiana. Este cambio también fue formal, ya que las bandas de los alcaldes ahora consistían en la tricolor francesa y ya no en la italiana.
A pesar de estas limitaciones, el tricolor verde, blanco y rojo penetró en el imaginario colectivo de los italianos, convirtiéndose, a todos los efectos, en un símbolo inequívoco de la italianidad. En poco menos de veinte años, el tricolor italiano, a partir de un simple estandarte derivado del francés, había adquirido una peculiaridad propia, volviéndose muy famosa y conocida.

### La unificación italiana

#### De la revolución de 1821 a la de 1840

Bandera civil y nacional de Italia a partir del 15 de abril de 1861

Bandera estatal usada para fines gubernamentales.

Con la caída de Napoleón y la Restauración de los regímenes monárquicos absolutistas, la tricolor italiana pasó a la clandestinidad, convirtiéndose en un símbolo de los levantamientos patrióticos que comenzaron a extenderse en Italia durante la unificación italiana, proceso conocido en Italia como Risorgimento («Resurgimiento»). En el Reino lombardo-véneto, un estado dependiente del Imperio austríaco nacido después de la caída de Napoleón, quienes exhibían la bandera italiana estaban sujetos a pena de muerte. De hecho, el objetivo de los austríacos era, citando las palabras del emperador Francisco José I de Austria, «hacer que la gente olvide que es italiana».
Reino de Italia
El 15 de abril de 1861, la bandera del Reino de Piamonte-Cerdeña fue declarada bandera del recién formado Reino de Italia. Por lo tanto, la tricolor fue adoptada como bandera nacional del nuevo estado, aunque no reconocida oficialmente por una ley específica, pero regulada en cuanto a la forma de los estandartes militares. Este tricolor italiano, con el escudo de armas de la Casa de Saboya, fue la primera bandera nacional y se mantuvo así durante 85 años hasta el nacimiento de la República Italiana en 1946.

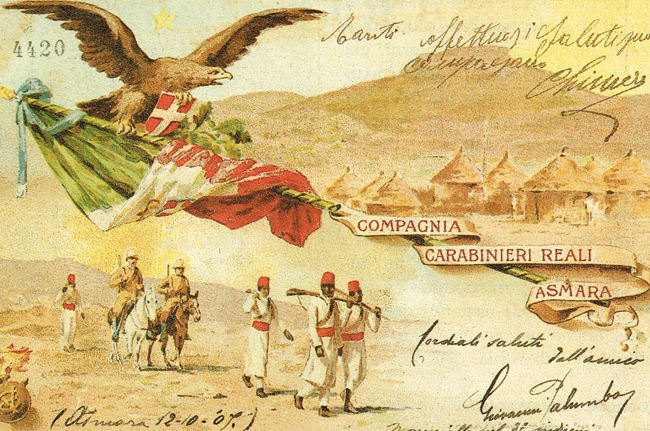
Postal de los Carabinieri enviada desde la Eritrea italiana en 1907 y que representa un águila que enarbola una bandera italiana.

Con la Marcha sobre Roma en 1922 y el establecimiento de la dictadura fascista de Benito Mussolini, la bandera italiana perdió su singularidad simbólica parcialmente oscurecida por la iconografía del régimen. Cuando se usó, como símbolo del Partido Nacional Fascista, se desvirtuó su historia, dado que la tricolor nació como símbolo de 
libertad y derechos civiles. A pesar de este papel secundario, con el Real Decreto n.º 2072 de 24 de septiembre de 1923 y posteriormente con la ley n.º 2264 de 24 de diciembre de 1925, la tricolor se convirtió oficialmente en la bandera nacional del Reino de Italia. El 31 de enero de 1923, el Ministerio de Educación Pública instituyó el saludo a la bandera por parte de los estudiantes de las escuelas italianas, por lo que todos los sábados por la mañana, al final de la lección, los estudiantes rendían homenaje a la bandera con el saludo romano y con el interpretación de piezas musicales patrióticas.

## Banderas históricas

Bandera de la República Cispadana (1797), la primera enseña tricolor italiana usado por un Estado italiano soberano.
Bandera de la República Traspadana (1796-1797)
Bandera de la República Cisalpina (1797-1802)
Bandera de la República Italiana  (1802-1805)
Bandera del Reino de Italia  (1805-1814)
Bandera del Reino de las Dos Sicilias  (1848)
Bandera del Reino de Cerdeña (1848-1851)
Bandera del Reino de Cerdeña (1851-1961) y posteriormente bandera civil del Reino de Italia (1861-1946)
Bandera estatal del Reino de Italia  (1861-1946)
Bandera del Comité de Liberación Nacional (1943-1945)
Bandera de guerra de la República Social Italiana  (1944-1945)
Bandera de la minoría étnica italiana en Yugoslavia  (1945-1992)
Bandera de la República italiana  (1946-2003)
Bandera de la República italiana  (2003-2006)